# Wolfgang Webner
Wolfgang Webner (n. 23 aprilie 1937, Breslau, Reich-ul German – d. 1 noiembrie 2020) a fost un voleibalist ce a reprezentat Republica Democrată Germană, medaliat olimpic. A participat la 2 ediții ale Jocurilor Olimpice (1968, 1972) în care a câștigat o medalie de argint.